# Francesc Freixa i Veciana
Francesc Freixa i Veciana (Reus, 17 d'abril de 1757 - Reus, 19 d'abril de 1835) va ser un comerciant català.
Era fill de Jaume Freixa i Giol, ciutadà honrat de Barcelona, de Reus, que va morir quan Francesc tenia vuit anys i de Tecla Veciana i Dosset, de Valls. Era besnet de Jaume Freixa i Cabestany, també ciutadà honrat. La seva fortuna va ser administrada per tutors legals que van tenir cura del seu patrimoni des de l'any 1766 fins al 1777. El 1767 la seva mare es va casar de nou amb Francesc Sunyer i Marçal, ciutadà honrat, amb qui va tenir un fill, Francesc Narcís Sunyer i Veciana, i, el 1779 una tercera vegada amb Pau de Miró i Sabater. Els tutors van ser els germans de la mare, perquè el pare només tenia germanes.
Francesc Freixa es va dedicar al comerç d'aiguardent i va heretar del seu pare un ampli patrimoni immobiliari. Va creure convenient transformar diversos solars i cases en censals, que li produïen una renda anual constant, i també vendre part del patrimoni, principalment els que no eren a Reus, com per exemple una oficina d'aiguardent a Vilaplana, o diverses cases a Maspujols. Francesc Freixa, igual que el seu avi i el seu besavi, es va casar dues vegades. La primera l'any 1771 amb Teresa Sunyer i Gener, filla del comerciant Francesc Sunyer i Marsal, familiar del Sant Ofici i ciutadà honrat, morta el 1776, i Francesc, per tal d'assegurar-se la descendència, va casar-se tot seguit amb Juliana de Bofarull i Miquel, filla de Josep de Bofarull i Gavaldà, cavaller i noble, propietari del Palau Bofarull.
Amb tot i els seus dos matrimonis, Francesc Freixa va morir el 1835 sense descendència. Va ser el darrer dels Freixa ciutadans honrats. El seu patrimoni va anar a parar a mans del seu nebot Pròsper de Bofarull i Mascaró en la seva major part, al seu germanastre Narcís Sunyer i a altres parents més llunyans.